# 국가건설기준센터
국가건설기준센터(國家建設基準센터, Korea Construction Standards Center)는 건설기술진흥법 제44조의 2의 근거로 건설공사의 기술성, 환경성 향상 및 품질확보와 적정한 공사관리를 위한 건설기준을 효율적이고 체계적으로 관리하기 위하여 설립된 기관이다. 경기도 고양시 일산서구 고양대로 283 (대화동 2311)에 있다.

## 설립 근거
- 건설기술진흥법 제44조의2[3]

## 연혁
- 2013년 9월 6일 국가건설기준센터 개소식[4]
- 2014년 5월 14일 건설기술진흥법 제44조의2 개정

## 주요 업무
- 건설기준의 연구·개발 및 보급
- 건설기준의 관리·운영
- 건설기준의 검증 및 평가
- 건설기준의 정보화 체계 구축
- 건설기준에 대한 교육 및 홍보
- 건설기준의 제도·정책 동향 조사·분석
- 건설기준 발전을 위한 국제협력의 추진
- 그 밖에 건설기준 발전을 위하여 대통령령으로 정하는 사항

## 조직

### 국가건설기준센터장
건설기준 개발 및 정비팀
건설기준위원회 (건설기술진흥법 시행규칙: 제38조의2) 
홈페이지
- 국가건설기준센터 홈페이지